# José Ivo Sartori
José Ivo Sartori (Farroupilha, 25 de febrero de 1948) es un político brasileño. Es exconcejal y exalcalde de Caxias do Sul y pertenece a PMDB. Está casado con Maria Helena Sartori, con quien tiene dos hijos, Marcos y Carolina. Fue el 38.º gobernador de Río Grande del Sur.

## Biografía
Sartori se graduó en Filosofía en la Universidad de Caxias do Sul. Comenzó su carrera política en 1976 cuando fue elegido concejal en Caxias do Sul. Logró cinco mandatos consecutivos para la Asamblea Legislativa del estado desde 1982 y fue elegido miembro del Congreso en 2002. También fue Secretario de Trabajo y Bienestar Social del Estado, entre 1987 y 1988.
Sartori se postuló cuatro veces para alcalde de Caxias do Sul, en 1992, 2000 y 2004, cuando fue elegido con el 52.43% en la segunda ronda.
En 2008, Sartori fue reelegido alcalde de Caxias do Sul con el 54.35% de los votos contra el 45.65% del candidato derrotado, el exalcalde Pepe Vargas (PT).
Como alcalde de Caxias do Sul, actuó con fuerza en las áreas de salud, tráfico y seguridad, promoción de edificios y reformas de Unidades de Salud Básica, patrullando las calles, convirtiendo a Caxias do Sul en la primera ciudad de Brasil en utilizar las rutas de recolección de residuos automatizadas para aliviar el tráfico, entre otras medidas.